# Gamla Bankgården

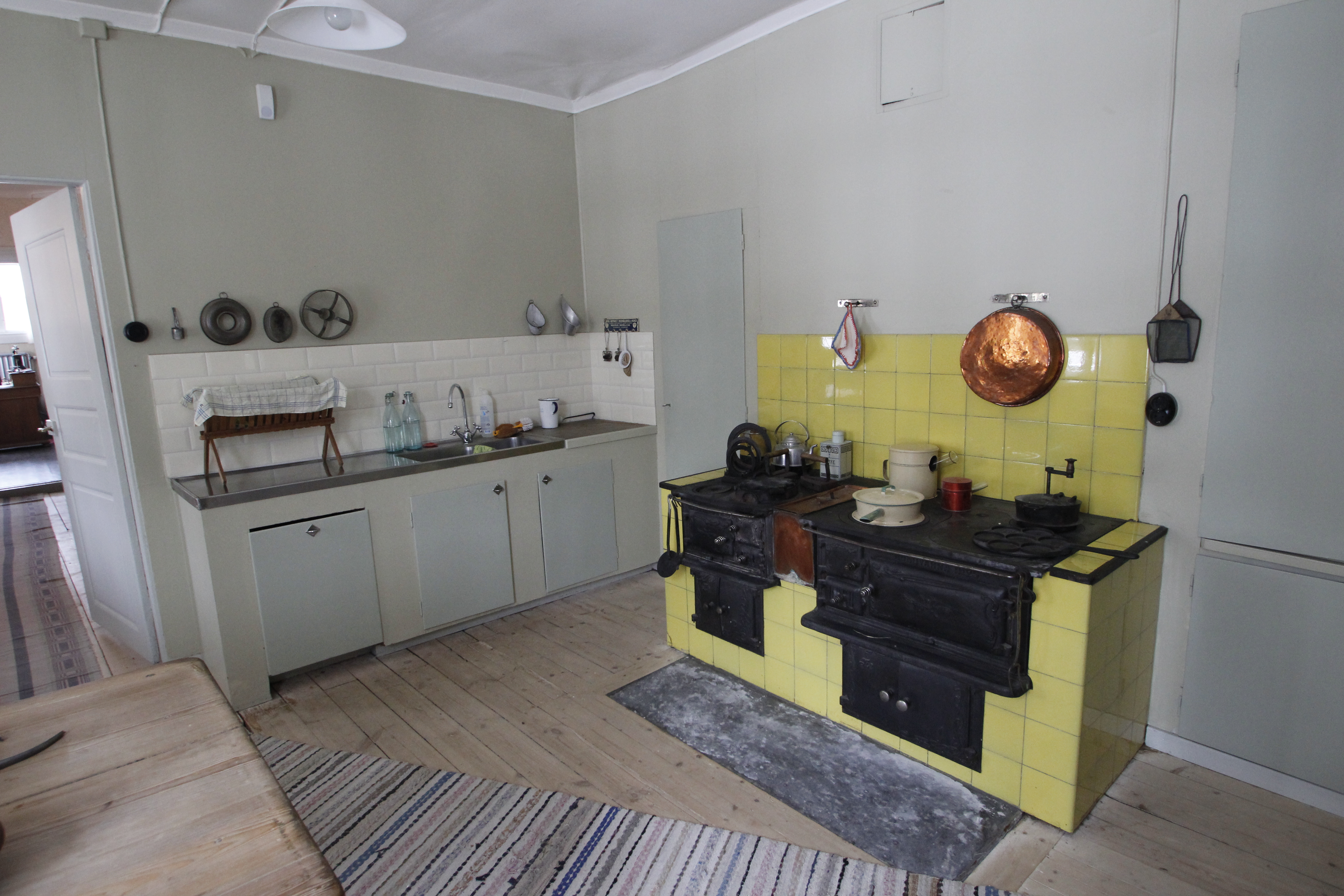
Alfred och Anna Dahls lägenhet

Gamla Bankgården i Vrigstad är en byggnad vid Åbron i Vrigstad, som varit huvudkontor för Vrigstads sparbank och numera inrymmer Bankmuseet i Vrigstad. I byggnaden är en banklokal från början av 1900-talet återskapad, samt också landsfiskalen Alfred Dahls bostad från 1898. 
Vrigstads sparbank grundades 1867. Den hade sitt kontor från 1867 fram till 1886 i en tvåvåningsbyggnad med långsidan mot ån, nordväst om Åbron och på samma tomt som dåvarande Bolagshuset. Banklokalen utgjordes av ett mindre rum på andra våningen. Bägge husen ägdes av bankens förste ordförande, provinsialläkaren C.D. Lindskog. 
Bolagshuset är ett timmerhus, som uppfördes på 1800-talet, oklart när. Det hade ursprungligen stått som huvudbyggnad på Grevaryd i Lammhult. Det monterades ned och flyttades, troligtvis i början av 1840-talet, med hästtransport 25 kilometer till Vrigstad. Byggnaden kallades Bolagshuset, därför att det hade återuppförts i Vrigstad av ett bolag, som bland annat syftade till att ordna lokaler för samhälles första provinsialläkare och dess första apotek.
Åren 1886-1913 hade banken kontor vid torget. Därefter inköptes Bolagshuset. Efter renovering under ledning av bankens kamrer, kronolänsman Alfred Dahl, flyttade banken in i Bolagshuset hösten 1913. Banken låg sedan där till 1960, då den flyttade till ett nybyggt hus på västra sidan av samma tomt.

## Bankmuseum
Under 1980-talet byggdes ett bankmuseum upp i det gamla bankhuset med stöd av Sparbanken Alfa. I de tidigare banklokalerna återskapades expeditionslokal, kamrersrum och styrelserum till utseende från början av 1900-talet. Bakom projektet stod också de pensionerade banktjänstemännen Lennart Ringstedt och Ingmar Carlson. 
Fastighetens exteriör har renoverats för att återge utseendet från 1913.

### Alfred och Anna Dahls lägenhet
Bankmuseum kompletterades 2003 av landsfiskalen och bankkamreren Alfred och Anna Dahls renoverade våning, med stöd av Sparbanksstiftelsen Alfa. Lägenheten återskapar miljön i det borgerliga hem, som familjen Dahl inrättade 1898 i Bolagshuset.
Yngsta dottern Margit Dahl (1904-1995) bodde i lägenheten till 1995. Hon testamenterade sitt bohag till dåvarande Sparbanken Alfa. Inventarierna i Bankmuseet och lägenheten donerades till ”Stiftelsen Gamla Bankgården i Vrigstad”.
I förmaket hänger ett helporträtt i olja av Adam Fredrik Netherwood, målat av Per Krafft den yngre.